# Мохнатка (деревня)
Мохнатка — деревня в Угранском районе Смоленской области России. Входит в состав Подсосонского сельского поселения. Население — 18 жителей (2019 год).
Расположена в юго-восточной части области в 22 км к юго-востоку от Угры, в 16 км южнее автодороги Р132 Вязьма — Калуга — Тула — Рязань, на берегу реки Пополта. В 21 км западнее от деревни находится железнодорожная станция Вертехово на линии Торжок-Брянск.

## История
В годы Великой Отечественной войны деревня была оккупирована гитлеровскими войсками в октябре 1941 года, освобождена в марте 1943 года.